# Frederiksholm (Sydslesvig)
Frederiksholm (dansk) eller Friedrichsholm (tysk) er en kommune og en by i det nordlige Tyskland, beliggende i Amt Hohner Harde i den vestlige del af Kreis Rendsborg-Egernførde. Kreis Rendsborg-Egernførde ligger i det sydlige Sydslesvig og i den centrale del af delstaten Slesvig-Holsten.

## Geografi
Friedrichsholm ligger godt 30 km vest for Rendsborg, lige vest for Hohner See. Bundesstraße 203 går gennem kommunen.

## Historie
Byen blev grundlagt i 1761 i forbindelse med en gestkolonisation og har navn efter den danske konge Frederik 5.
I midten af det 19. århundrede var oprettedes en glasfabrik og et teglværk som fik energi fra områdets tørveforekomster. Begge virksomheder blev nedlagt efter anden verdenskrig.